# ماگه
ماگه (به پرتغالی: Magé) یک شهرداری‌های برزیل و شهرداری و شهر بزرگ در برزیل است که در ریو دو ژانیرو واقع شده‌است. ماگه ۳۸۵٫۷ کیلومتر مربع مساحت و ۲۴۶٬۴۳۳ نفر جمعیت دارد و ۵ متر بالاتر از سطح دریا واقع شده‌است.